# Marguerite de Louvain
Pour les articles homonymes, voir sainte Marguerite.
Marguerite de Louvain, née vers 1207 et morte le 2 septembre 1225 est une servante d'auberge déclarée bienheureuse par l'Église catholique.
Elle est fêtée le 2 septembre.

## Biographie
Marguerite travaille dans l'auberge Saint-Georges située rue Muntstraat (rue de la monnaie à Louvain), appartenant à l'un de ses oncles et à son épouse. Marguerite fait vœu de rester vierge et veille à éviter les discours libertins, ce qui lui fait attribuer le surnom de « la fière ».
Son oncle et sa femme souhaitent embrasser la vie monastique. Marguerite souhaite en faire de même et décide de rejoindre l'abbaye cistercienne de Villers.
En prévision de leur entrée dans la vie religieuse, le couple vend son auberge. Lors de leur dernière nuit à l'auberge avant de rejoindre la vie religieuse, huit personnes se présentent et demandent l'hospitalité pour la nuit ainsi que du vin.
N'attendant plus aucun client et sur le point de fermer leur établissement, ils acceptent néanmoins cette demande.
Ne disposant de plus de vin, Marguerite se rend en ville pour leur en acheter. En son absence les voyageurs tuent le couple et s'emparent de la somme issue de la vente de l'auberge. À son retour Marguerite est attrapée par les voleurs est entrainée en dehors de la ville près de la rivière la Dyle où ils se partagent le butin. Ils décident ensuite de violer Marguerite, mais résistante à cette agression elle est tuée à coup de couteau. Son corps est ensuite jeté dans la rivière.
Son corps aurait été retrouvé quelques jours plus tard par des pêcheurs avec l’anse de la cruche de vin encore dans la main. Ceux-ci décident de l'enterrer à l’endroit où le corps a été découvert.
Une lueur se serait alors élevée de l'emplacement où elle avait été ensevelie. Son corps est alors exhumé et transféré au cimetière de Louvain.
Marguerite devint alors l'objet d'un culte populaire et plusieurs miracles lui sont attribués. Son corps est transféré dans l'église Saint-Pierre de Louvain.
Le 8 juin 1896, Marguerite est reconnu vénérable et est béatifiée en 1902.

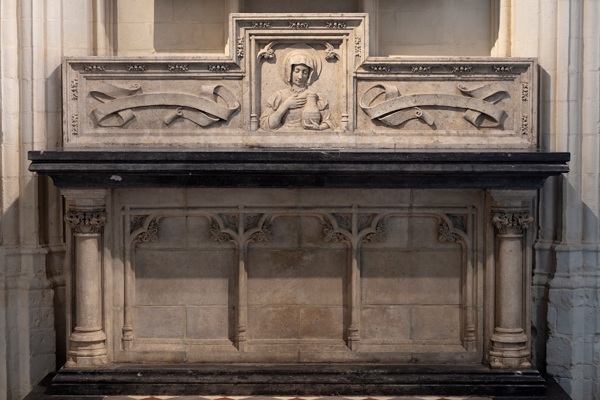
Tombe de Marguerite dans l'église Saint-Pierre de Louvain.

## Hommages
Jusqu’en 1964 ses reliques étaient portées lors de la procession annuelle de la paroisse.
Dans le hall de la mairie de Louvain se trouve également une statue de Marguerite où elle est représentée comme une servante avec une cruche de vin.
En 1982, l’association des commerçants de Louvain fait don de statue la « fière Marguerite », réalisée par Willy Meysmans, à la ville de Louvain. La statue est  dépeinte comme une femme flottant sur l'eau de la Dyle, portée par des poissons. La statue est déplacée en 2013 dans les rues de la ville.
Marguerite  a été représentée sur un timbre-poste belge en 1992.

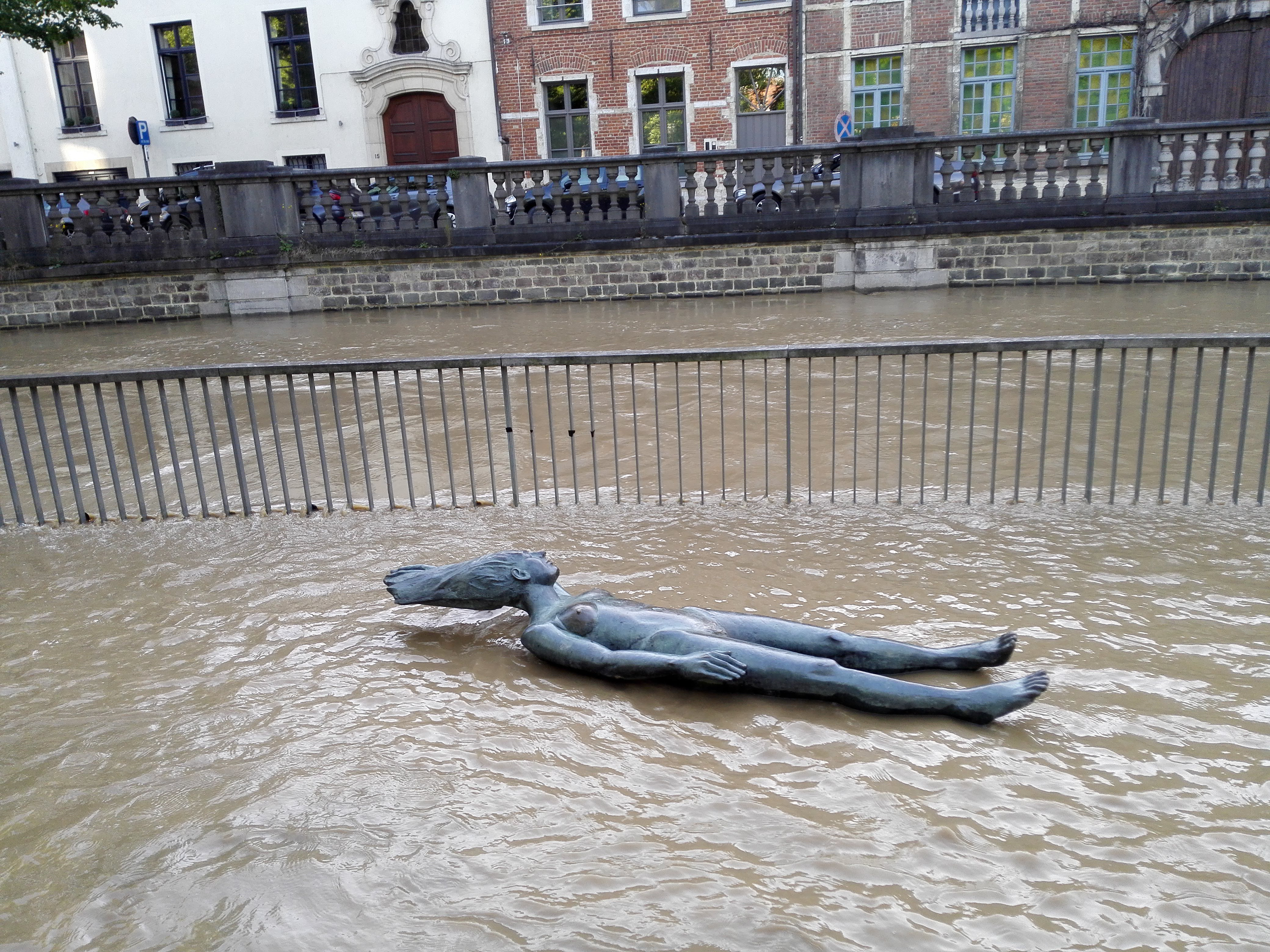
Statue de Marguerite flottante sur l'eau de la Dyle.

## Iconographie
Marguerite est souvent représentée habillée en servante et porte une cruche de vin ou l’anse de celle-ci à la main. Elle peut être aussi représentée avec un couteau planté dans la poitrine.